# هوتيلز كومبايند
{{بطاقة شركة 
| اسم الشركة بالعربية = هوتيلز كومبايند
| علامة_الشركة = 
| نوع_الشركة = شركة خاصة 
| الصناعة = سفر
| المنتجات = مقارنة أسعار الفنادق
|headquarters = سيدني، أستراليا
| الموقع_الإلكتروني = {{|http://www.hotelscombined.ae}}
}}
هوتيلز كومبايند هو محرك بحث فنادق متعدد. تأسس عام 2005، مقره الرئيسي في سيدني، أستراليا.
يتوفر الموقع في 39 لغة و120 عملة عالمية. يجمع أكثر من مليونين عرض فندقي من خلال مئات مواقع السفر والسلاسل الفندقية. يضم أكثر من 200 موظف.

## نبذة عن الشركة

### التاريخ
في عام 2005، قام يوري شار، براندون ماكوين ومايكل دوبنسكي بإنشاء موقع فنادق شامل، من خلاله يتمكن المستخدم من الوصول إلى أفضل الأسعار الفندقية عبر أفضل مواقع السفر في بحث واحد وسريع. كان يعمل كل من المؤسسين الثلاثة في موقع هوتيل كلاب (HotelClub)، وهو الآن قسم من أوربيتز (Orbitz worldwide).
في بادئ الأمر، بدأوا العمل في منازلهم من دون وجود أي دعم مالي، أطلق الشركاء الثلاثة موقع هوتيلز كومبايند بعد تسعة أشهر من التطوير والعمل المتواصل. حصل الموقع على قاعدة إستهلاكية عضوية ثابتة من غير أي حركة تسويقية. وفي غضون سنة، أصبح لديهم القدرة على توظيف أول عامل لهم. اليوم تضم هوتيلز كومبايند مايقارب 200 موظف وتجذب أكثر من 17 مليون مستخدم شهرياً. هذا الموقع متوفر حالياً في أكثر من 220 دولة و 39 لغة مختلفة.

## المنتجات

### تكنولوجيا
هوتيلزكومبايند هو محرك بحث فنادق متعدد. من خلال الشراكة مع العديد من وكالات السفر الإلكترونية وسلاسل الفنادق، هوتيلز كومبايند يسمح للمستخدمين عن البحث ومقارنة أسعار الفنادق في بحث ووقت واحد. كما يوفر أيضاً ملخص عن تصنيفات وتقييمات الفنادق من مواقع خارجية.

### برنامج شركاء التسويق الفندقي
برنامج شركاء هوتيلز كومبايند للتسويق الفندقي يسمح للشركات في الحصول على أرباح إضافية من خلال تقديم خدمة مقارنة أسعار الفنادق في مواقعهم الإلكترونية. محتوى الفنادق متوفر في 29 لغة وواجهة المستخدم يمكن أن تخصص بشكل كامل لكي تسمح للشركاء في الحفاظ على علامتهم التجارية.
في نيسان 2012، بدأ موقع هوتيلز كومبايند شراكة مع شركة رايان إير للطيران الإقتصادية، من أجل تفعيل خدمة مقارنة أسعار الفنادق في موقعهم RyanairHotels.com. هوتيلز كومبايند كذلك يؤمن خدمة بحث الفنادق لموقع Skyscanner، موقع أوروبي لمقارنة أسعار رحلات الطيران، وكذلكك Travelsupermarket قسم من (Moneysupermarket) و Liligo، Zoover، TripWolf، Holland.com، Travante.com، cutpricedhotels.com، Hotels-Fairy.com، وغيرهم الكثير في أوروبا، أمريكا وباقي أنحاء العالم.
كان لهوتيلز كومبايند دور فعال في ساحة تطوير وترويج فكرة مقارنة أسعار الفنادق وحجزها إلكترونياً في الشرق الأوسط وشمال أفريقيا. لقد استعان الكثير من الشركات ببرنامج شركاء التسويق الفندقي ودمجوا خدمة مقارنة أسعار وحجز الفنادق في مواقعهم، من أشهر هذه المواقع Eye of Riyadh عين الرياض، VisitAbuDhabi، DefinitelyDubai، hotelium و7ojozat وغيرهم الكثير في العالم العربي.

## الإستقبال

### الجوائز / الأوسمة
في 2010، فاز موقع هوتيلز كومبايند بجائزة ترافل تاك «موقع السنة» (TRAVELtech "Website of the Year") وتم تسميته في نهائيات مسابقة جوائز تلسترا للأعمال 2010 (Telstra 2010 Business Awards). وفي السنة نفسها، فاز بالمركز التاسع في مسابقة ديلويت أسرع 500 موقع تكنولوجي في منطقة آسيا والمحيط الهادئ (Deloitte Technology Fast 500 Asia Pacific Ranking)، وكذلك تم تسميته «موقع الأسبوع» من قبل صحيفة ديلي ميل، بالإضافة إلى إعلانه واحد من بين أفضل عشر مواقع سفر من قبل دليل الكاتب آرثر فرومر (Frommers.com).
في سنة 2011، تم تسمية هوتيلز كومبايند مرة أخرى واحد من بين أفضل عشر شركات أعمال أسترالية في مسابقة ديلويت «أسرع 50 برنامج تكنولوجي» (Deloitte’s Technology Fast 50 Program). وكذلك في نفس السنة سمى موقع "The Independent" البريطاني في المملكة المتحدة موقع هوتيلز كومبايند بأنه واحد من أفضل المواقع الموفرة للمال، في حين أطلقت بولين فرومر عليه اسم «مورد رائع» (“terrific resource”).

### وسائل الإعلام
تم تغطية أخبار وتقارير هوتيلز كومبايند التي تظهر اتجاهات أسعار الفنادق الإجمالية عبر مواقع السفر الرئيسية وسلاسل الفنادق في وسائل الإعلام في جميع أنحاء العالم ومنها " the L.A. Times"، " The Gulf Daily News"، و" The Australian".

## روابط خارجية
- Official website
- Official Facebook
- Official Twitter